# Полякова, Яна Анатольевна
Яна Анатольевна Полякова (род. 5 июля 1995, Вольск, Саратовская область) — российская дзюдоистка и самбистка, многократная победительница и призёр первенств России по дзюдо, Кубков Европы по дзюдо, двукратная чемпионка России по дзюдо 2018 и 2021 года. Победительница летней Спартакиады учащихся по дзюдо 2009 года. Мастер спорта России по дзюдо. Призёр чемпионатов Европы и мира по боевому самбо.

## Биография
Старт карьеры Яны начался в 2011 году, когда она попала в сборную страны после занятого пятого места на Первенстве России среди юношей и девушек до 17 лет в Астрахани.
В 7 лет, по словам Яны, родители отвели её в секцию бокса, но так как возраст у неё был юный, то нашу спортсменку не взяли, и тогда родителям пришла идея отдать дочь в дзюдо.
Яна совмещает тренировки по боксу и дзюдо, тренируясь по боксу в г. Берёзовский, (Свердловская область), а также тренируется в спортивном клубе «Родина» в г. Екатеринбург.

## Спортивные достижения
- Спартакиада школьников России по дзюдо среди юношей лет (2009 год, Россия, Пенза) — ;
- Победительница чемпионата Европы по боевому самбо (2023 год, Хайфа, Израиль)
- Серебряный призёр Кубка Европы по дзюдо среди мужчин и женщин (2017 год, Испания, Малага)
- Победительница Кубка Европы по дзюдо среди юниоров и юниорок до 23 лет (2017 год, Россия, Тверь)
- Победительница Кубка Европы по дзюдо среди мужчин и женщин (2017 год, Россия, Оренбург)
- Первенство России по дзюдо среди юниоров до 23 лет (2017 год, Россия, Кемерово) — ;
- Бронзовый призёр Кубка Европы по дзюдо среди мужчин и женщин (2016 год, Россия, Оренбург)
- Первенство России по дзюдо среди молодёжи (2016 год, Россия, Нальчик) — ;
- Первенство России по дзюдо среди юниоров и юниорок до 21 года (2015 год, Россия, Ижевск) — ;
- Первенство России по дзюдо среди юниоров и юниорок до 21 года (2013 год, Россия, Красноярск) — ;
- Кубок России по дзюдо 2016 — ;
- Кубок России по дзюдо 2017 — ;
- Чемпионат России по дзюдо 2018 — ;
- Кубок России по дзюдо 2019 — ;
- Чемпионат России по дзюдо 2022 — ;
- Дзюдо на Всероссийской спартакиаде 2022 — ;
- Кубок России по дзюдо 2022 — ;
- Чемпионат России по дзюдо 2022 — ;
- Чемпионат России по дзюдо 2023 — ;
- Чемпионат России по пляжному самбо 2023 — ;

## Личная жизнь
Окончила магистратуру Саратовского государственного аграрного университета имени Н. И. Вавилова в Саратове.